# Artemio Treviño
Artemio Treviño är en ort i Mexiko.   Den ligger i kommunen Ciudad Apodaca och delstaten Nuevo León, i den centrala delen av landet, 700 km norr om huvudstaden Mexico City. Artemio Treviño ligger 401 meter över havet och antalet invånare är 1 756.
Terrängen runt Artemio Treviño är platt, och sluttar brant österut. Runt Artemio Treviño är det ganska glesbefolkat, med 30 invånare per kvadratkilometer. Närmaste större samhälle är San Nicolás de los Garza, 19,0 km sydväst om Artemio Treviño. Trakten runt Artemio Treviño består i huvudsak av gräsmarker.